# Psittacula bensoni
Psittacula bensoni là một loài vẹt đã tuyệt chủng, là loài đặc hữu của Quần đảo Mascarene của Mauritius và Réunion ở phía tây Ấn Độ Dương. Loài này đã được phân loại là một thành viên của tông Psittaculini, cùng với những loài vẹt khác từ Quần đảo.
Xương bán hóa thạch của loài vẹt xám Mascarene được tìm thấy ở Mauritius lần đầu tiên được mô tả vào năm 1973 là thuộc về một họ hàng nhỏ hơn của loài vẹt mỏ rộng trong chi Lophopsittacus. Ngoài kích thước của chúng, xương rất giống với những con vẹt Mascarene khác. Các tiểu thể sau đó được kết nối với các mô tả thế kỷ 17 và 18 của những con vẹt nhỏ màu xám ở Mauritius và Réunion, cùng với một minh họa duy nhất được công bố trong một tạp chí mô tả một chuyến đi vào năm 1602, và thay vào đó, loài này được gán lại cho chi Psittacula.